# Episodi di Bert D'Angelo Superstar
La prima e unica stagione della serie televisiva Bert D'Angelo Superstar, composta da 12 episodi, è stata trasmessa sulla rete ABC dal 21 febbraio al 10 luglio 1976 (senza trasmettere il dodicesimo e ultimo episodio). In Italia è stata trasmessa negli anni '80 sulle televisioni locali.
| n° | Titolo originale           | Titolo italiano            | Prima TV USA     | Prima TV Italia |
| -- | -------------------------- | -------------------------- | ---------------- | --------------- |
| 1  | Murder in Velvet           | Omicidio in velvet         | 21 febbraio 1976 | anni '80        |
| 2  | Cops Who Sleep Together    | Poliziotti vendicativi     | 28 febbraio 1976 | anni '80        |
| 3  | Men with No Past           | Uomini senza passato       | 6 marzo 1976     | anni '80        |
| 4  | The Brown Horse Connection | Connessione in Brown Horse | 13 marzo 1976    | anni '80        |
| 5  | The Book of Fear           | Il libro della paura       | 20 marzo 1976    | anni '80        |
| 6  | A Noise in the Street      | Un rumore in strada        | 27 marzo 1976    | anni '80        |
| 7  | A Concerned Citizen        | Preoccupazioni in città    | 3 aprile 1976    | anni '80        |
| 8  | Flannagan's Fleet          | Complotti finanziate       | 5 giugno 1976    | anni '80        |
| 9  | What Kind of Cop Are You?  | Alla ricerca di Julie      | 12 giugno 1976   | anni '80        |
| 10 | Scag                       | Scag                       | 19 giugno 1976   | anni '80        |
| 11 | Serpent's Tooth            | Denti di serpente          | 10 luglio 1976   | anni '80        |
| 12 | Requiem for a Rip-Off      | mai trasmessa              | mai trasmessa    | mai trasmessa   |